# Mangora chavantina
Mangora chavantina là một loài nhện trong họ Araneidae.
Loài này thuộc chi Mangora. Mangora chavantina được Herbert Walter Levi miêu tả năm 2007.